# 美女ジョバ
美女ジョバ（びじょ－）は、1999年4月から9月までの月1回の不定期放送で放送された、フジテレビ系のバラエティ番組である。ジョビジョバの冠番組。

## 概要
毎回、ジョビジョバと素人美女6人の合コン番組。実際に合コンをして、女性から電話番号を聞けるかを競う。
しかし、あまりにも視聴率が悪かったせいか3回目からは、通常のバラエティ企画の番組になった。

## スタッフ
- 技術：ニユーテレス
- 美術：フジアール
- 編集・MA：IMAGICA
- 音効：志田博英
- 演出：次廣靖（イースト）
- プロデューサー：徳光芳文、波多野健（イースト）
- 制作：フジテレビ、イースト